# 白狮

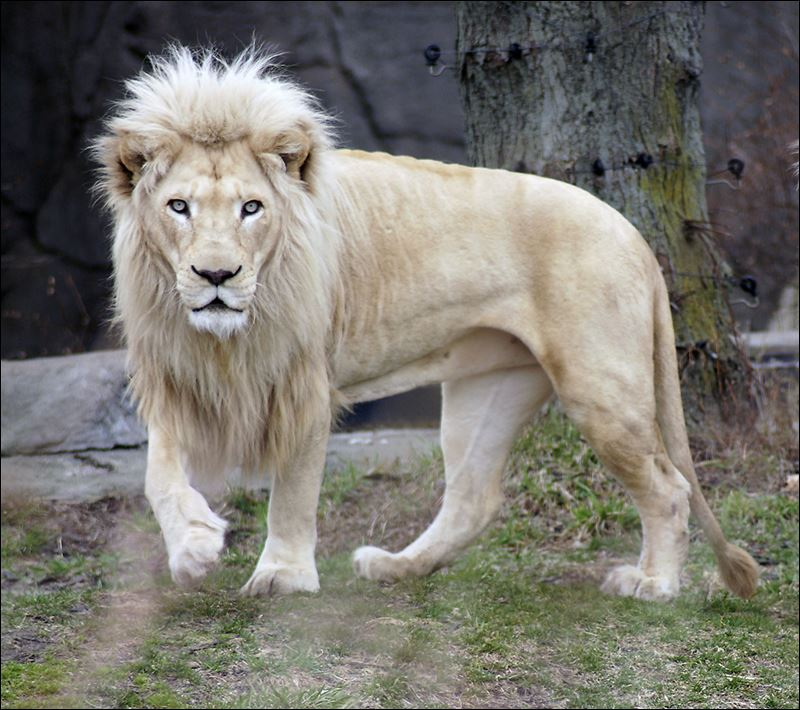

白狮是狮子的特殊变异色型，由基因突变而产生，并非患白化病的狮子。白狮在南非最为常见，尤其是蒂姆巴瓦蒂地区，该地最早记录到白狮是在1938年。白狮一词泛指基因变异造成毛色较浅的狮子，并不一定为纯白色，可在浅棕色、金色至白色之间过渡。与白虎不同的是，白狮可在野外正常生存且相对常见，可能的原因是狮子所处环境的总体色调较浅，白色的不利影响较小，同时狮子群居，即使难以捕猎也能依靠同伴获得食物。
白狮因独特的外貌而备受珍视，自1970年代起，人们开始有计划地从野外捕捉白狮和携带白狮基因的棕色狮子（其父母为白狮），导致1994年以来的十几年间白狮在野外消失。全球白狮保护信托基金会认为，白狮基因是南非狮遗传多样性的重要组成部分，因此该基金会致力于将白狮重新引进野外。由于白狮基因远比白虎基因常见，圈养白狮的近亲繁殖问题并没有后者严重。基金会找到了一批没有经过近亲繁殖的健康白狮，于2004年投放到野外与普通狮子交配，使后代携带有白狮基因。基金会的努力取得了巨大成功，从2006年开始，蒂姆巴瓦蒂地区几乎每年都有白狮幼崽出生。2014年，南非克鲁格国家公园也出现了白狮幼崽。这些白狮与普通狮子生活在同一个狮群中，并有能力独自捕猎，捕猎效率也达到了与普通狮子差不多的水平。

## 延伸阅读
- 白虎
- 雪虎
- 金虎
- 黑虎（英语：Black tiger）
- 黑豹
- 白豹（英语：White panther）
- 王獵豹
- 白灵熊

## 外部鏈接
- Global White Lion Protection Trust （页面存档备份，存于） 全球白獅保護基金會
- West Midland Safari Park - Kingdom Of The White Lions 西米德蘭野生動物園-白獅王國
- Volunteer Work with White Lions South Africa 南非白獅志願工作
- Article regarding the reintroduction of White Lions （页面存档备份，存于） 關於重新引入白獅的文章
- White Lions - History, Mythology and Genetics （页面存档备份，存于） 白獅-歷史，神話與遺傳
- Sanbona Wildlife Reserve （页面存档备份，存于） 桑博納野生動物保護區
- Mutant Big Cats - Lions (with genealogy charts) （页面存档备份，存于） 變異大貓-獅子